# Oficina del Secretario de Defensa
La Oficina del Secretario de Defensa (en inglés: Office of the Secretary of Defense; OSD) es un cuartel general del Departamento de Defensa de los Estados Unidos. Es el principal elemento de personal civil del secretario de Defensa de los Estados Unidos y le ayuda a ejercer la autoridad, la dirección y el control del Departamento de Defensa en el ejercicio de sus responsabilidades de desarrollo de políticas, planificación, gestión de recursos, fiscalidad y evaluación de programas. La OSD (junto con el Estado Mayor Conjunto de los Estados Unidos) es el personal de apoyo del Secretario de Defensa para la gestión del Departamento de Defensa, y corresponde a lo que la Oficina Ejecutiva del Presidente de los Estados Unidos es para el presidente de los Estados Unidos para la gestión de todo el poder ejecutivo del gobierno federal.
La OSD incluye las oficinas inmediatas del Secretario (SECDEF) y el vicesecretario de Defensa (DEPSECDEF), así como el subsecretario de Defensa para Investigación e Ingeniería; el subsecretario de Defensa para Adquisiciones y Mantenimiento; el subsecretario de Defensa para Política; el subsecretario de Defensa (Contralor); el subsecretario de Defensa para Personal y Preparación; y el subsecretario de Defensa para Inteligencia y Seguridad. Todos estos cargos son nombramientos presidenciales que requieren la confirmación del Senado de los Estados Unidos, al igual que cada uno de sus adjuntos únicos.
Otros cargos son los subsecretarios de Defensa, los ayudantes del Secretario de Defensa, el consejero general, el director de Puebas y Evaluación Operativa, el director de Administración y Gestión, y otras oficinas de personal que el secretario establezca para ayudarles a llevar a cabo las responsabilidades que se les asignen.